# Poulainville
Poulainville és un municipi francès situat al departament del Somme i a la regió dels Alts de França. L'any 2007 tenia 1.320 habitants.

## Demografia

### Població
El 2007 la població de fet de Poulainville era de 1.320 persones. Hi havia 483 famílies de les quals 82 eren unipersonals (37 homes vivint sols i 45 dones vivint soles), 182 parelles sense fills, 198 parelles amb fills i 21 famílies monoparentals amb fills.
La població ha evolucionat segons el següent gràfic:
Habitants censats

### Habitatges
El 2007 hi havia 505 habitatges, 491 eren l'habitatge principal de la família, 1 era una segona residència i 13 estaven desocupats. 488 eren cases i 15 eren apartaments. Dels 491 habitatges principals, 447 estaven ocupats pels seus propietaris, 39 estaven llogats i ocupats pels llogaters i 5 estaven cedits a títol gratuït; 4 tenien una cambra, 10 en tenien dues, 43 en tenien tres, 97 en tenien quatre i 336 en tenien cinc o més. 410 habitatges disposaven pel capbaix d'una plaça de pàrquing. A 206 habitatges hi havia un automòbil i a 250 n'hi havia dos o més.

### Piràmide de població
La piràmide de població per edats i sexe el 2009 era:
| Homes | Edats   | Dones |
| ----- | ------- | ----- |
| 0     | 95 o +  | 0     |
| 0     | 90 a 94 | 4     |
| 0     | 85 a 89 | 4     |
| 4     | 80 a 84 | 0     |
| 4     | 75 a 79 | 12    |
| 24    | 70 a 74 | 4     |
| 16    | 65 a 69 | 20    |
| 72    | 60 a 64 | 72    |
| 40    | 55 a 59 | 32    |
| 36    | 50 a 54 | 44    |
| 84    | 45 a 49 | 84    |
| 56    | 40 a 44 | 56    |
| 48    | 35 a 39 | 52    |
| 24    | 30 a 34 | 40    |
| 44    | 25 a 29 | 28    |
| 56    | 20 a 24 | 40    |
| 76    | 15 a 19 | 72    |
| 40    | 10 a 14 | 44    |
| 60    | 5 a 9   | 32    |
| 24    | 0 a 4   | 32    |

## Economia
El 2007 la població en edat de treballar era de 885 persones, 586 eren actives i 299 eren inactives. De les 586 persones actives 535 estaven ocupades (273 homes i 262 dones) i 51 estaven aturades (23 homes i 28 dones). De les 299 persones inactives 95 estaven jubilades, 94 estaven estudiant i 110 estaven classificades com a «altres inactius».

### Ingressos
El 2009 a Poulainville hi havia 480 unitats fiscals que integraven 1.283,5 persones, la mediana anual d'ingressos fiscals per persona era de 20.572 €.

### Activitats econòmiques
Dels 66 establiments que hi havia el 2007, 1 era d'una empresa alimentària, 8 d'empreses de fabricació d'altres productes industrials, 14 d'empreses de construcció, 18 d'empreses de comerç i reparació d'automòbils, 9 d'empreses de transport, 2 d'empreses d'hostatgeria i restauració, 1 d'una empresa immobiliària, 8 d'empreses de serveis, 4 d'entitats de l'administració pública i 1 d'una empresa classificada com a «altres activitats de serveis».
Dels 15 establiments de servei als particulars que hi havia el 2009, 4 eren tallers de reparació d'automòbils i de material agrícola, 1 taller d'inspecció tècnica de vehicles, 2 paletes, 4 fusteries, 1 lampisteria, 2 electricistes i 1 empresa de construcció.
Dels 4 establiments comercials que hi havia el 2009, 1 era una botiga de menys de 120 m², 1 una botiga de roba i 2 floristeries.
L'any 2000 a Poulainville hi havia 13 explotacions agrícoles que ocupaven un total de 924 hectàrees.

## Equipaments sanitaris i escolars
L'únic equipament sanitari que hi havia el 2009 era una farmàcia.
El 2009 hi havia 1 escola maternal i 1 escola elemental.

## Poblacions més properes
El següent diagrama mostra les poblacions més properes.